# Atlântico (A 140)
Atlântico (A 140) je víceúčelová letadlová loď brazilského námořnictva. Plavidlo bylo původně postaveno pro britské královské námořnictvo, které jej v letech 1998-2018 provozovalo jako HMS Ocean (L12). Je jedinou lodí své třídy a šestou britskou válečnou lodí tohoto jména. Ocean byla první britskou vrtulníkovou výsadkovou lodí postavenou speciálně pro tento účel. Do zařazení letadlové lodě HMS Queen Elizabeth (R08) byla také největší válečnou lodí královského námořnictva. Ve službě ji doplňovaly dvě výsadkové dokové lodě třídy Albion, nesoucí pěchotu a těžkou techniku.
Dne 27. března 2018 byla Ocean vyřazena ze služby. Plavidlo za 84 milionů liber koupila Brazílie. Brazilské námořnictvo plavidlo do služby přijalo 29. června 2018.

## Stavba

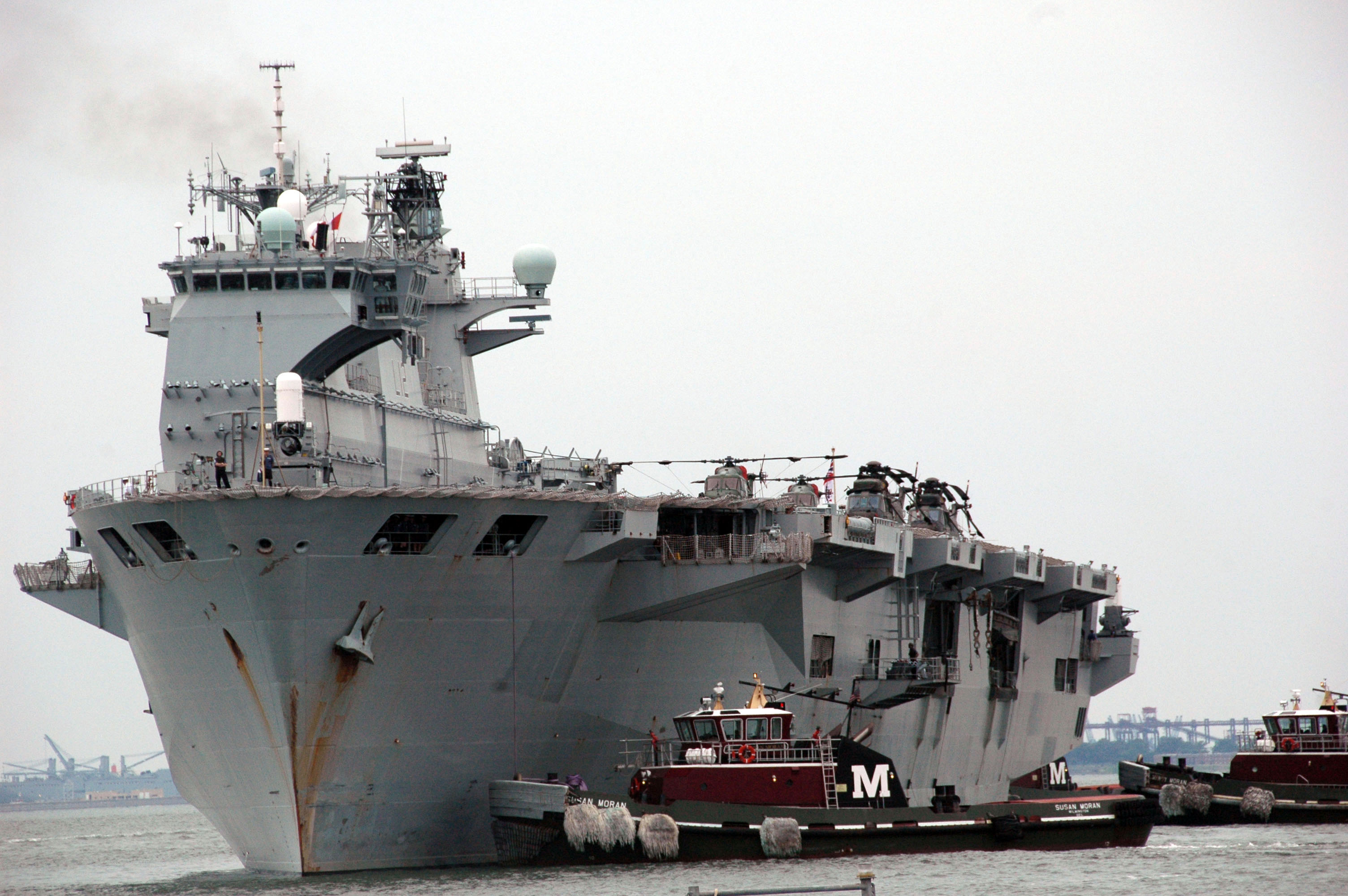
HMS Ocean na americké námořní základně v Norfolku

Tendr na stavbu vrtulníkové výsadkové lodě byl vyhlášen roku 1987. Pro stavbu lodě byla roku 1993 vybrána loděnice Vickers Shipbuilding and Engineering Ltd. v Barrow-in-Furness. Stavba probíhala podle komerčních, nikoliv vojenských standardů. Kýl lodě byl založen v květnu 1994 v loděnicích v Govanu na řece Clyde. Trup byl spuštěn na vodu v říjnu 1995 a poté vlastní silou odplul do Barrow-in-Furness, kde bylo instalováno vojenské vybavení. Dokončená loď byla do služby zařazena v září 2008 na základně v Devonportu.

## Konstrukce

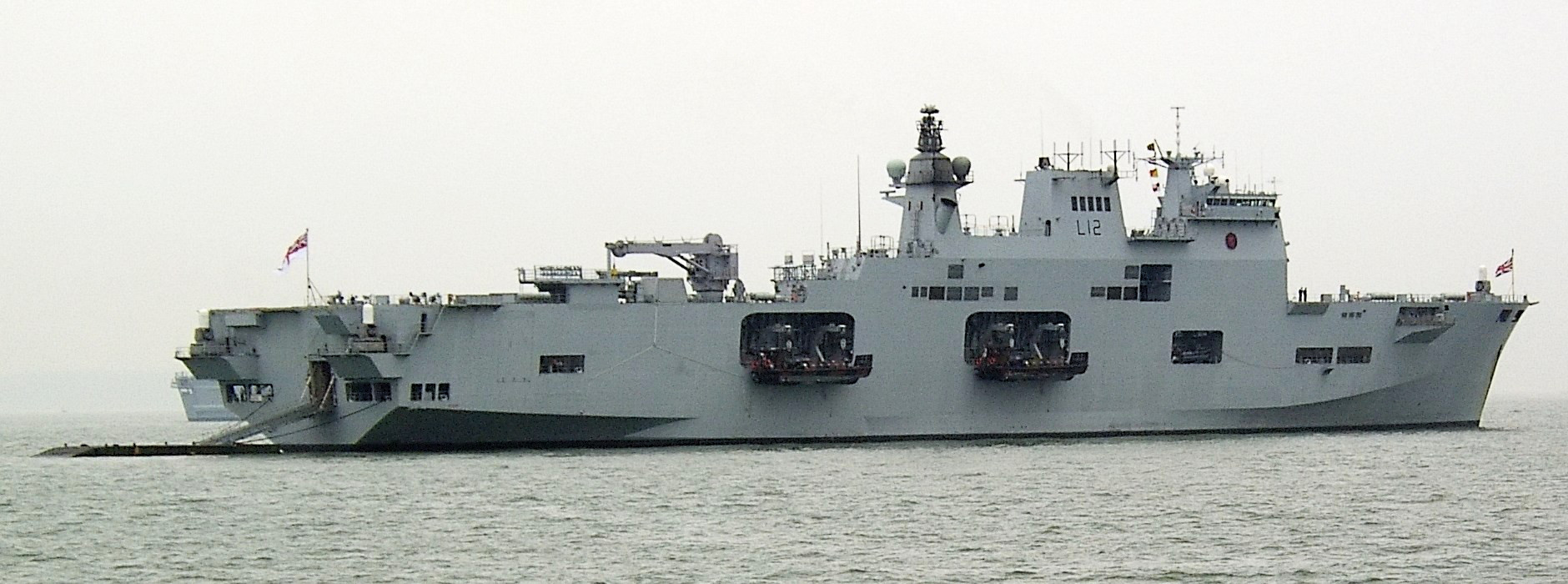
HMS Ocean

### Ocean
Konstrukce trupu vychází z letadlových lodí třídy Invincible s upravenou nástavbou. Posádku tvoří 255 námořníků, 206 členů leteckého personálu. Ocean dále může přepravit 480 vojáků námořní pěchoty (krátkodobě až o 320 více), jejich vybavení a až 40 vozidel (ovšem ne tanky). Jejich výsadek provádí pomocí vrtulníků a čtyř vyloďovacích člunů LCVP mk5, nesených na bocích trupu.
Letová paluba má rozměry 70×32,6 metru a s podpalubním hangárem ji spojuje dvojice výtahů. Ocean obvykle nese 18 vrtulníků. Je plně vybaven pro provoz 12 transportních vrtulníků Merlin a šesti útočných vrtulníků Lynx. Od roku 2009 z ní může operovat též osm bitevních vrtulníků AH-64 Apache. Velká Británie se díky Oceanu stala první zemí, která otestovala provoz vrtulníků Apache z palub lodí. Na palubě Oceanu též mohou přistávat a doplňovat palivo vrtulníky Chinook. Plavidlo také může převážet 20 kolmostartujících letounů BAE Harrier II (Velká Británie je již z výzbroje vyřadila, slouží například v USA), není ale vybaveno pro jejich provoz.
Obrannou výzbroj tvoří tři systémy blízké obrany Phalanx CIWS s 20mm rotačním kanónem. Ty doplňují čtyři další 30mm dvojkanóny Oerlikon/BAE.
Pohonný systém tvoří dva diesely Crossley Pielstick 16 PC2.6 V 200. Ty roztáčí dvojici pětilistých lodních šroubů. Nejvyšší rychlost je 18 uzlů. Dosah je 8000 námořních mil při ekonomické rychlosti 15 uzlů.

### Atlântico
Plavidlo je vybaveno 3D vyhledávacím radarem Artisan a hladinovým vyhledávacím radarem KH1007. Je vyzbrojeno čtyřmi 30mm kanóny v dálkově ovládaných zbraňových stanicích DS30M Mk.2. Dále nese čtyři vyloďovací čluny Mk.5B. Obranné systémy Phalanx, kulomety a protitorpédový systém byly odstraněny.

## Operační služba

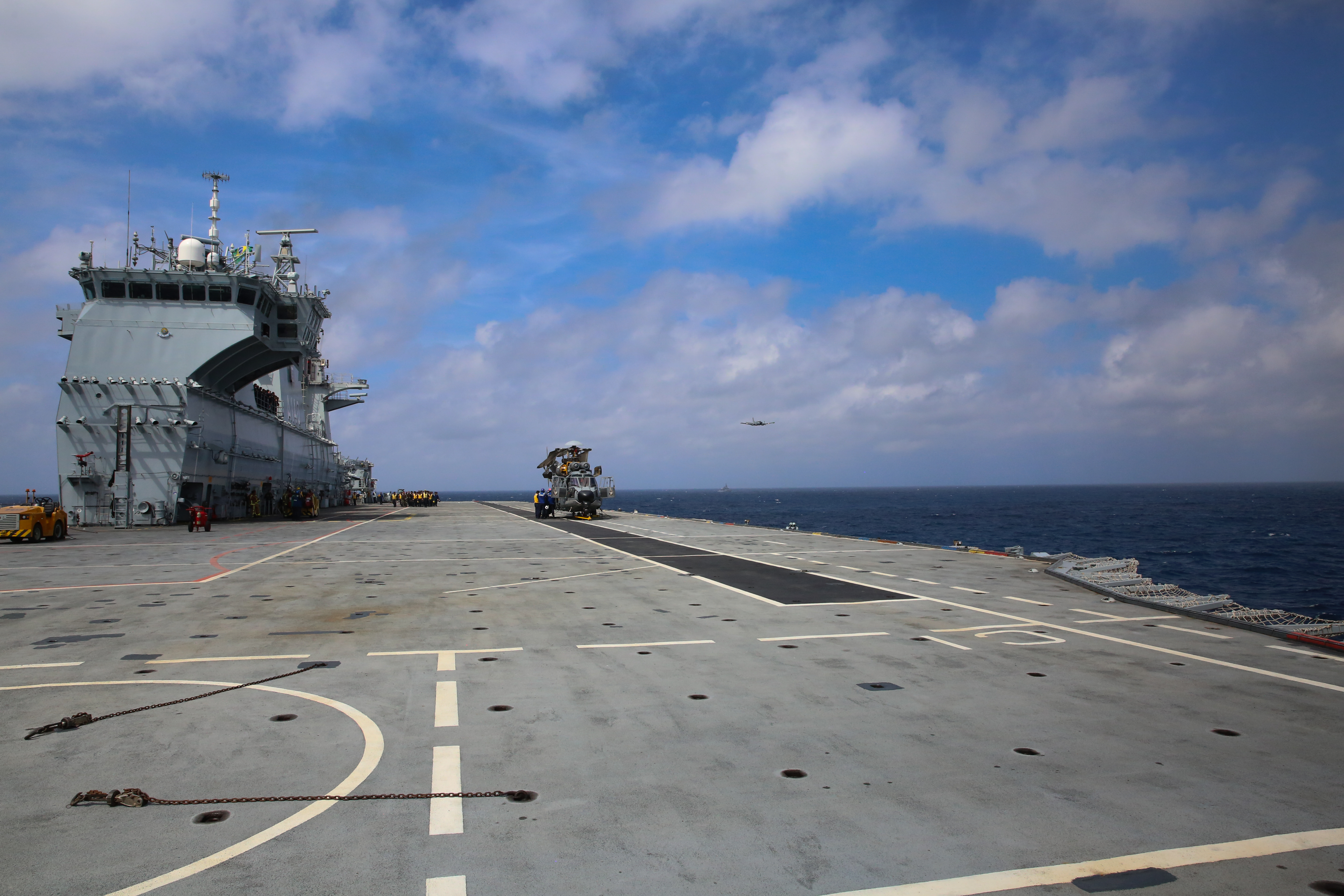
Atlântico (A 140)

### Velká Británie
V březnu a dubnu 2003 se Ocean, se 400 mariňáky na palubě, podílel na invazi do Iráku (Operace Irácká svoboda). V letech 2007–2009 proběhla oprava a modernizace plavidla, během které byly upraveny ubytovací prostory pro výsadek a loď byla vybavena pro provoz bitevních vrtulníků Apache. Od května 2011 byla loď nasazena v rámci Operace Unified Protector jako základna bitevních vrtulníků Apache, operujících nad Libyí.
V prosinci 2011 britské ministerstvo obrany rozhodlo, že Ocean, společně s výsadkovou lodí HMS Bulwark (L15) a tankovou výsadkovou lodí RFA Mounts Bay (L3008), budou sloužit jako podpůrná plavidla během Olympijských her v Londýně v roce 2012. Ocean bude v Greenwichi na řece Temži sloužit jako logistický uzel a základna pro armádní a policejní vrtulníky. Pro nasazení na olympijských hrách plavidlo bylo modernizováno. V květnu 2012 bylo otestováno v rámci cvičení Olympic Guardian. Během her loď nesla osm vrtulníků Lynx. V letech 2013–2014 loď prošla údržbou a modernizací v loděnici Babcock. Náklady na modernizaci dosáhly 65 milionů liber. Do služby se vrátila v březnu 2015 na základně v Devonportu. V červnu 2015 se Ocean stala vlajkovou lodí královského námořnictva.
V listopadu 2015 bylo oznámeno, že HMS Ocean bude v rámci úsporných opatření roku 2018 vyřazena ze služby a nahrazena nově stavěnou letadlovou lodí třídy Queen Elizabeth HMS Prince of Wales, u níž budou posíleny schopnosti podpory obojživelných operací Royal Marines.
V září 2017 byla Ocean odeslána na pomoc hurikánem Irma postiženému Karibiku.

### Brazílie
V roce 2018 bylo plavidlo zařazeno do brazilského námořnictva jako Atlântico (A 140). Plavidlo bylo původně klasifikováno jako víceúčelový nosič vrtulníků (portugalsky Porta-Helicópteros Multipropósito, PHM), což se v listopadu 2020 změnilo na víceúčelovou letadlovou loď (Navio Aeródromo Multipropósito, NAM). Změna reflektuje schopnost plavidla provozovat bezpilotní letadla s pevným křídlem a konvertoplány.